# Joseph Lacasse
Joseph Lacasse (Tournai, 5 d'agost de 1894 – París, 26 d'octubre de 1975) fou un pintor i escultor belga.
Lacasse és considerat un dels pintors més sorprenents de l'anomenada Escola de Paris i un dels pioners de l'art abstracte. Els seus primers olis abstractes estan signats l'any 1910, però molt abans, quan era un nen, ja havia fet dibuixos amb aquesta intenció. La seva obra es caracteritza per un ús intens i continu del color.
El 1912, Lacasse va entrar a l'École des Beaux-Arts de Tournai, on va explorar una gran diversitat d'estils. El 1914 fa la seva primera exposició a la galeria de la Reina a Brussel·les. El 1921, Lacasse va viatjar a Itàlia, on va treballar sobre la sèrie Maternitat. Es centrà en les obres religioses i dels treballadors amb un estil realista. El 1925, es va traslladar a París. En aquesta època, Robert Delaunay el va influir enormement pel que fa a l'ús del color. Durant la dècada de 1930, Lacasse es va moure cap al tachisme.

## Col·leccions públiques
- Museum Naradow, Varsòvia
- National Gallery of Victoria, Melbourne
- National Museet, Stockholm
- National Museum, Djakarta
- Provinciaal Museum voor Schone Kunsten, Oostende
- Museu d'Art de Tel-Aviv, Israel
- Carnegie Institute, Pittsburgh
- Eilat Museum, Israel
- Musées Royaux des Beaux-Arts de Belgique, Brussel·les
- Musée d'art moderne de La Ville de Paris, Paris
- Musée des Beaux-Arts, Nantes
- Musée des Beaux-Arts, Lieja
- Musée des Beaux-Arts, Tournai
- Musée d'Histoire et d'Art, Luxemburg
- Musée National d'art moderne, París
- Museum of Art, Ein Harod, Israel